# West Valley City
West Valley City är en stad i Salt Lake County i delstaten Utah i USA. Staden är en förort till Salt Lake City Befolkningen uppgick till 108 896 invånare vid folkräkningen år 2000 och 129 480 2010. Staden är därmed den näst största staden i Utah efter Salt Lake City, med något fler invånare än Provo.

### Fotnoter
1. ↑  ”Community Facts” (på engelska). American Factfinder. 22 mars 2010. Arkiverad från originalet den 29 april 2016. https://web.archive.org/web/20160429033623/http://factfinder.census.gov/faces/nav/jsf/pages/community_facts.xhtml. Läst 30 april 2016.